# Krajobrazna arheologija
Krajobrazna arheologija se bavi time kako su ljudi u prošlosti gradili i služili se okolišem oko njih. Krajobrazna arheologija je multidisciplinarna u pristupu proučavanju kulture. Njome se služe arheolozi pretpovijesnog, klasičnog i povijesnog. Ključna osobna koja ju razlikuje od ostalih arheoloških pristupa lokacijama je ta što je eksplicitni naglasak na lokacijin odnos između materijalne kulture, ljudskog mijenjanja zemljišta odnosno kulturne modifikacije krajobraza i prirodnog okoliša. Krajobraznu arheologiju ponekad se naziva arheologijom kulturnog krajobraza. Proučavanja ove discipline razvila su se do tog kako su krajobrazi rabljeni za stvaranje i pojačavanje društvene nejednakosti i za objavljivanja društvenog statusa široj zajednici.
Krajobraz se općenito odnosi i na prirodne okoliše i na okoliše koje su izgradili ljudi. Prirodni krajobrazi su oni krajobrazi koje ljudi nisu nikako mijenjali ni u kojem obliku.  Kulturni krajobrazi, u drugu ruku, jesu okoliši koji su ljudi izmijenili barem nekako i u nekoj mjeri, uključujući privremene strukture i mjesta, kako što su mjesta kampiranja. Među arheologzima, pojam krajobraz može se odnositi na značenja promjena koje ljudi čine svojim okružjima.  Kao takva, krajobrazna arheologija se često primjenjuje za proučavanje ljudske uporabe zemljišta tijekom dugih vremenskih razdoblja.
Slična je naseobinskoj arheologiji i ekološkoj arheologiji, ali krajobrazna pristupa lokacijama kao dinamičnim sudionicima u prošlom ponašanju, ne ograničavajući ih samo na mjesto koje pogađa ljudskog djelovanje niti na artefakt koje je pogođeno ljudskim djelovanjem.

## Daljnja literatura
- Aston, M. & Rowley, T. 1974. Landscape Archaeology: an Introduction to Fieldwork Techniques on Post-Roman Landscapes. Newton Abbot.
- Chapman, H. 2006. Landscape archaeology and GIS. Stroud.
- Wagstaff, J.M. (ed.). 1987. Landscape and Culture: Geographical and Archaeological Perspectives. Oxford.
- Yamin, R. & Metheny, K.B. (eds). 1996. Landscape Archaeology: Reading and Interpreting the American Historical Landscape. Knoxville.

## Vanjske poveznice
- The Society for American Archaeology (eng.)
- The Society for Historical Archaeology (eng.)
- Video showing how landscape archaeology can be used to understand a castle's medieval setting (eng.)